# Chraplewo (Nowy Tomyśl)
Pour les articles homonymes, voir Chraplewo.
Chraplewo (prononciation : [xraˈplɛvɔ]) est un village polonais de la gmina de Kuślin dans le powiat de Nowy Tomyśl de la voïvodie de Grande-Pologne dans le centre-ouest de la Pologne.
Il se situe à environ 4 kilomètres au nord de Kuślin (siège de la gmina), à 14 kilomètres au nord-est de Nowy Tomyśl (siège du powiat) et à 44 kilomètres à l'ouest de Poznań (capitale régionale).

## Histoire
De 1975 à 1998, le village faisait partie du territoire de la voïvodie de Poznań.

Depuis 1999, Chraplewo est situé dans la voïvodie de Grande-Pologne.
Le village possède une population de 400 habitants.